# Девід Франкель
Девід Франкель (англ. David Frankel; нар. 2 квітня 1959, Нью-Йорк, США) — американський режисер, продюсер та сценарист.

## Біографія
Народився в Нью-Йорк, США. Він — син Тобії Сімон та колишнього відповідального редактора «Нью-Йорк Таймс», лауреата Пулітцерівської премії Макса Франкеля. Освіту здобув у Гарварді. Має брата Джона та сестру Марго.

## Кар'єра
Працював у Гарварді кінокритиком два роки в студентській газеті. Це і привело Франкеля до індустрії розваг. Він почав багато писати й одного разу продав сценарій Warner Bros. 1995 року вийшла стрічка «Рапсодія Маямі», яка стала дебютною для Франкеля як режисера. Історія про Гвін Маркус (Сара Джессіка Паркер), яка дізнається про стан справ своєї сім'ї, змушує шукати баланс між особистим життям, кар'єрою та родиною. Короткометражна стрічка «Любий щоденник» отримала Премію «Оскар» за найкращий ігровий короткометражний фільм 1996 року.
2006 року вийшла комедійна драма «Диявол носить Prada», яка отримала десятки номінацій, зокрема кінопремії «Вибір критиків», «Золотий глобус» і кілька нагород. Наступною режисерською роботою стала драматична стрічка «Марлі та я». Сюжет про молоду пару Джонні (Оуен Вілсон) та Дженніфер (Дженніфер Еністон) було взято з автобіографічної книги американського журналіста Джона Грогана. 2011 року вийшла його комедія «Великий рік», а наступного року — трагікомедія «Весняні надії». 2016 року вийшла в прокат драма «Прихована краса».

## Особисте життя
1998 року одружився з президентом рекламного агентства Дженніфер Бебер. Церемонія відбулась у Венеції. У пари народились близнюки.

## Фільмографія

### Фільми
| Рік  | Назва                         | Оригінальна назва       | В якості                     |
| ---- | ----------------------------- | ----------------------- | ---------------------------- |
| 1990 | «Кумедні історії про кохання» | Funny About Love        | сценарист                    |
| 1992 | «Нервові тики»                | Nervous Ticks           | сценарист                    |
| 1995 | «Рапсодія Маямі»              | Miami Rhapsody          | режисер, сценарист, продюсер |
| 1996 | «Любий щоденник» (к/ф)        | Dear Diary              | режисер, сценарист           |
| 2006 | «Диявол носить Prada»         | The Devil Wears Prada   | режисер                      |
| 2008 | «Марлі та я»                  | Marley & Me             | режисер                      |
| 2011 | «Великий рік»                 | The Big Year            | режисер                      |
| 2012 | «Весняні надії»               | Hope Springs            | режисер                      |
| 2013 | «Мрії збуваються!»            | One Chance              | режисер                      |
| 2016 | «Прихована краса»             | Collateral Beauty       | режисер                      |
| 2022 | «Велика гра Джеррі і Мардж»   | Jerry & Marge Go Large  | режисер                      |
| 2026 | «Диявол носить Prada 2»       | The Devil Wears Prada 2 | режисер                      |

### Телебачення
| Рік  | Назва                           | Оригінальна назва              | Епізоди                                                                                      |
| ---- | ------------------------------- | ------------------------------ | -------------------------------------------------------------------------------------------- |
| 2001 | «Брати по зброї»                | Band of Brothers               | 2 Режисер: «The Breaking Point», «Why We Fight»                                              |
| 2001 | «Секс і місто»                  | Sex and the City               | 2 Режисер: «Coulda, Woulda, Shoulda», «Just Say Yes»                                         |
| 2002 | «Історія шахтарів Пенсильванії» | The Pennsylvania Miners' Story | телефільм                                                                                    |
| 2003 | «Секс і місто»                  | Sex and the City               | 4 Режисер: «The Perfect Present», «Pick-a-Little, Talk-a-Little», «The Domino Effect», «One» |
| 2004 | «Антураж»                       | Entourage                      | 2 Режисер: «Entourage», «The Scene»                                                          |
| 2005 | «Рим»                           | Rome                           | 1 Сценарист: «Pharsalus»                                                                     |
| 2018 | «Маніфест»                      | Manifest                       | 1 Режисер: «Pilot»                                                                           |
| 2019 | «Ранкове шоу»                   | The Morning Show               | 2 Режисер: S1-E3, S1-E5                                                                      |
| 2022 | «Вигадана Анна»                 | Inventing Anna                 | 2 Режисер: S1-E1, S1-E4                                                                      |
| 2023 | «Ірраціональний»                | The Irrational                 | 1 Режисер: «Pilot»                                                                           |